# Kozaciciîna, Borșciv
Kozaciciîna (în ucraineană Козаччина) este un sat în comuna Lanivți din raionul Borșciv, regiunea Ternopil, Ucraina.

## Demografie
Componența lingvistică a localității Kozaciciîna
     Ucraineană (99,51%)
     Alte limbi (0,48%)
Conform recensământului din 2001, majoritatea populației localității Kozaciciîna era vorbitoare de ucraineană (99,51%), existând în minoritate și vorbitori de alte limbi.